# Sarthe (fiume)
La Sarthe è un fiume della Francia centro-occidentale, che scorre per la gran parte del suo percorso nella regione dei Paesi della Loira e in special modo nel dipartimento che porta il suo nome. La sua sorgente è sulle colline del Perche, a SO di Alençon, nell'Orne, e dopo circa 313 km si unisce alla Mayenne, con la quale forma la Maine, a nord di Angers, nel Maine e Loira.

## Affluenti
I principali affluenti della Sarthe sono :
- la Loir (316 km) a Briollay, alla sinistra orografica
- L'Hoëne (13 km) a la Mesnière alla sinistra orografica
- la Tanche (18 km) a Saint-Léger-sur-Sarthe alla destra orografica
- la Vezone (20 km) a Hauterive alla destra orografica
- la Briante ( 17 km) a Alençon alla destra orografica
- il Sarthon (25 km) a Saint-Céneri-le-Gérei alla destra orografica
- l'Ornette (14 km) a Saint-Léonard-des-Bois alla destra orografica
- il Merdereau (26 km) a Saint-Paul-le-Gaultier alla destra orografica
- la Vaudelle (30 km) a Saint-Georges-le-Gaultier alla destra orografica
- l'Orthe (35 km) a Sougé-le-Ganelon alla destra orografica
- la Longueve (23 km) a Saint-Marceau alla destra orografica
- l'Orne saosnoise (51 km) a Montbizot alla sinistra orografica
- l'Huisne (161 km) a Le Mans alla sinistra orografica
- il Roule Crottes (15.7 km) a Le Mans alla sinistra orografica
- l'Orne champenoise (24 km) a Roézé-sur-Sarthe alla destra orografica
- la Gée (30 km) a Noyen-sur-Sarthe alla destra orografica
- la Vézanne (17 km) a Malicorne-sur-Sarthe alla sinistra orografica
- il Deux Fonds (14.5 km) a Avoise alla destra orografica
- il Vègre (85 km) ad Avoise alla destra orografica
- l'Erve (72 km) a Sablé-sur-Sarthe alla destra orografica
- la Vaige (54 km) a Sablé-sur-Sarthe alla destra orografica
- la Taude (22.4 km) a Saint-Brice alla destra orografica
- il Loir (317 km) a Briollay alla sinistra orografica

## Dipartimenti e principali comuni attraversati
La Sarthe attraversa 107 comuni e tre dipartimenti; i comuni principali attraversati (per dipartimento) sono:
Orne
Le Mêle-sur-Sarthe, Alençon.
Sarthe
Le Chevain, Saint-Léonard-des-Bois, Fresnay-sur-Sarthe, Beaumont-sur-Sarthe, Noyen-sur-Sarthe, Malicorne-sur-Sarthe, Le Mans, Sablé-sur-Sarthe
Maine e Loira
Châteauneuf-sur-Sarthe, Tiercé, Cheffes, Briollay, Étriché, Angers ove forma la Maine.